# Piranòmetre

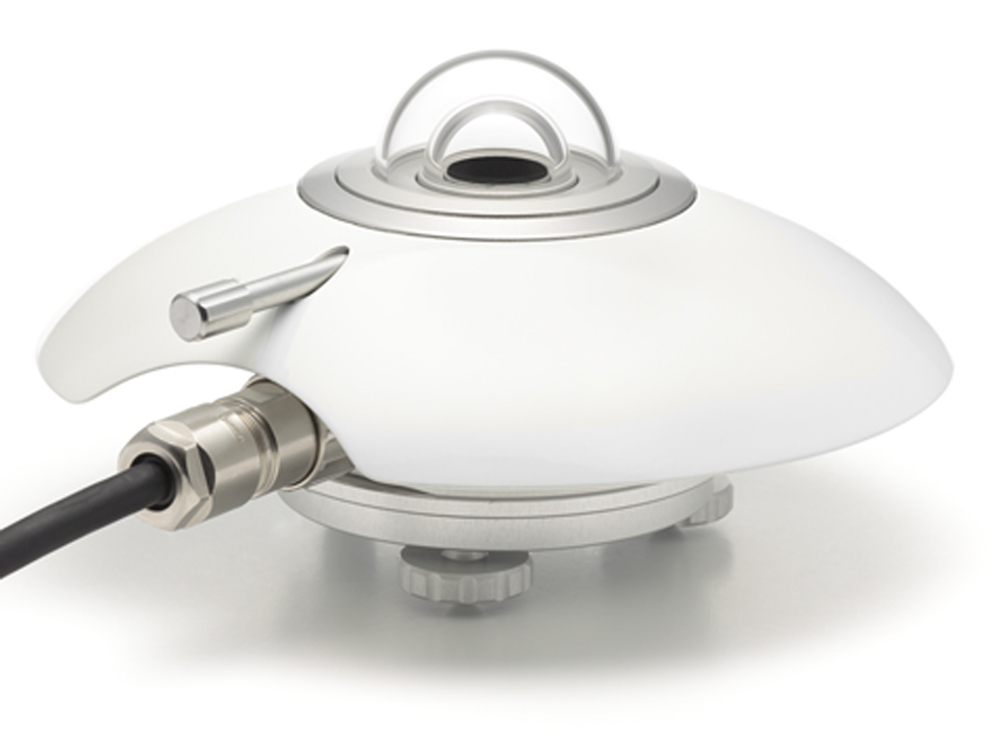
Piranòmetre (a la foto el model SR20 - Pyranometer)

Un piranòmetre és un instrument meteorològic, un tipus d'actinòmetre, utilitzat per a amidar la radiació solar incident en la superfície terrestre. També anomenat solarímetre o actinòmetre. Generalment s'utilitzen tres mesures de radiació: semiesfèrica total, difusa i directa. Per a les mesures de radiació difusa i semiesférica la radiació directa se suprimeix utilitzant un disc parasol. El principi físic utilitzat generalment en la mesura és un termoparell sobre el qual incideix la radiació a través de dues cúpules semiesféricas de vidre. Les mesures s'expressen en kW/m².